# 合気道
合気道（あいきどう・合氣道）は、武道家・植芝盛平が大正末期から昭和前期にかけて創始した武道。植芝盛平が日本古来の柔術・剣術など各流各派の武術を研究し、独自の精神哲学でまとめ直した、体術を主とする総合武道である。

## 概説
「合気道」とは「天地の“気”に合する道」の意。
柔道・剣道等と並ぶ、21世紀初頭の日本において代表的な武道の一つである。大東亜戦争（太平洋戦争）終了後、一般社会への普及が始まり、日本のみならず世界で大きく広まった。
合理的な体の運用により体格体力によらず相手を制することが可能であるとしている点が特徴。
技の稽古を通して心身を練成し、自然との調和、世界平和への貢献を行う等を主な理念とする。

### 歴史：成立から展開

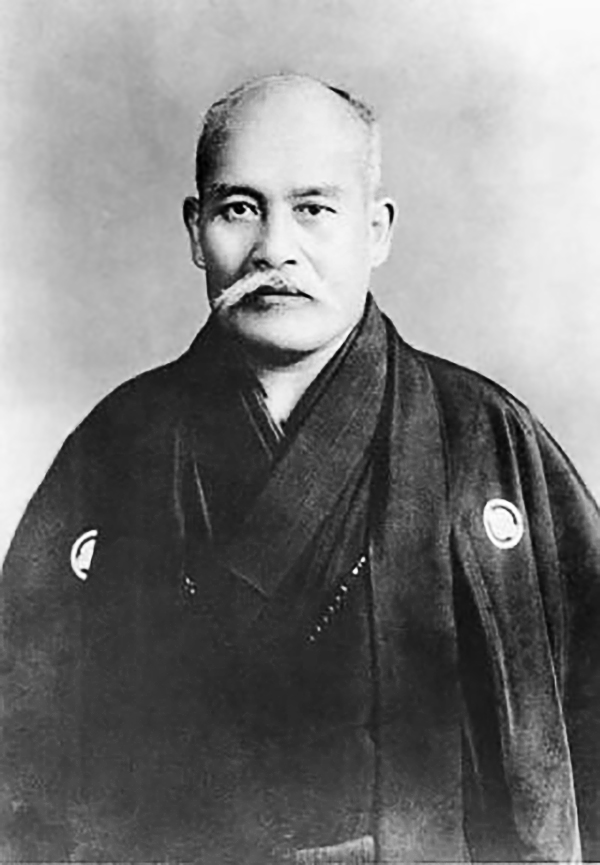
植芝盛平

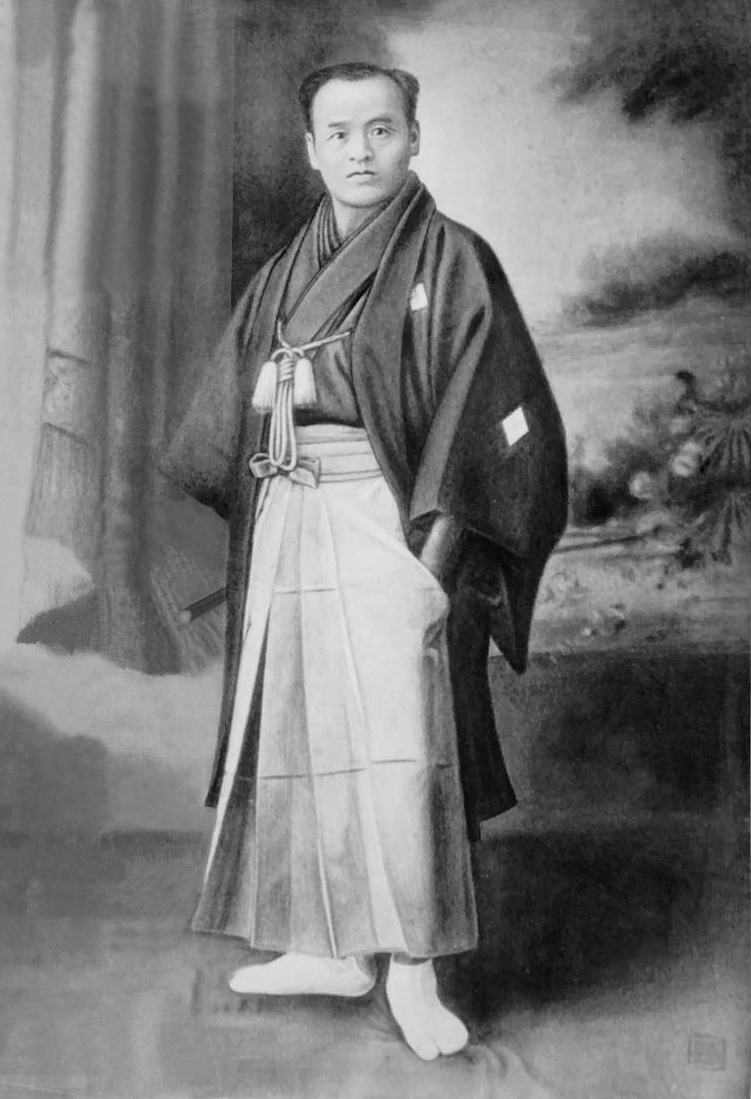
武田惣角

合気道の創始者・植芝盛平は1883年（明治16年）和歌山県西牟婁郡西ノ谷村（後の田辺市）の富裕な農家に生まれた。1905年（明治38年）日露戦争出征と前後して天神真楊流・柳生心眼流などの柔術や講道館柔道を学び、1915年（大正4年）北海道開拓中に大東流の武田惣角に出会いその技に驚嘆し入門、武術的開眼を得る。
1920年（大正9年）、父の死をきっかけに宗教団体大本の実質的教祖・出口王仁三郎に出会い入信、大きな思想的影響を受ける。王仁三郎の勧めで京都の綾部に「植芝塾」道場設立、開墾・建設作業に従事しつつ甥の井上鑑昭（親英体道の創始者）と共に「合気武術」を教団内で指導する。1924年（大正13年）出口と共にモンゴルに渡り宗教国家建設を目指し活動するも失敗（「パインタラ事件」）、数々の死線をくぐった後帰国、1925年（大正14年）綾部での修行中「突如黄金の光に包まれ宇宙と一体化する」という幻影に襲われる神秘体験に遭遇（「黄金体験」）、「気の妙用」という武道極意と「万有愛護」という精神理念に達する。
身長150cm台の小柄な体躯から特異な技を繰り出す武道家の評判はやがて東京にも及び、1925年（大正14年）海軍大将竹下勇の招請で上京し伯爵山本権兵衛らを前に演武を披露、絶賛を博す。これを機に、後に起こる第二次大本事件を予見した出口の勧めにより1927年（昭和2年）東京へ移住、竹下の紹介で多くの社会的有力者が門人や支援者となった。また次第に武田惣角・大東流と距離を置き始め独自の武道を模索する。1931年（昭和6年）東京牛込に皇武館道場設立。関東・関西に数箇所の道場も開かれ盛平の名声は高まってゆく。この頃の教授対象は皇族・華族・軍人・実業家や武道家の子弟が主で、入門は一部の層に限られていた。
1940年（昭和15年）財団法人皇武会設立。大東亜戦争中は軍部からの要請で陸軍憲兵学校・陸軍中野学校・海軍大学校などで盛平が武術指導を行なう。1942年（昭和17年）戦時統制策により皇武会は政府の外郭団体・大日本武徳会の統制化に入る。（→大日本武徳会合気道）かねてより戦争に批判的であった盛平はこれを機に茨城県岩間町に隠棲する。
以上特に注記のない記述は『植芝盛平伝』に基づく。
終戦後の1948年（昭和23年）に皇武会は「財団法人合気会」として改めて文部省の認可を受け、この時から「合気道」の名称を用いだした（植芝「合気道」の出発）。
これにより盛平は初代合気道「道主」となり、没後は特に「開祖」と呼ばれる。しかし戦後の混乱、GHQ（連合軍総司令部）の武道禁止政策 などにより合気道の復興は困難を極めた。
1954年（昭和29年）日本総合武道大会（長寿会主催）で盛平の弟子・塩田剛三が優勝し、財界人の援助を得て「合気道養神館道場」を創設し合気道の普及に名乗りを上げる。これに大きな刺激を受け、合気会も本格的な活動を開始する。戦後合気道は、盛平三男で合気会本部道場長・植芝吉祥丸の方針転換により、演武会の開催や技術書の出版などを通し一般に公開される。合気会は盛平を合気道の象徴として前面に押し出す一方、吉祥丸本部道場長、藤平光一師範部長らを実務の中心に据え合気道の普及を図って行く。
1950年代から盛平の弟子たちが積極的に海外普及に努めた結果、東南アジア・北南米・欧州など国際的に広まり、1961年（昭和36年）盛平自身もハワイに渡り各地で演武を披露した。2005年（平成17年）時点で合気会だけで85ヶ国に支部道場を開設している。
1969年（昭和44年）盛平死去、吉祥丸が二代目道主となる。その後砂泊諴秀、藤平光一、富木謙治といった高弟の独立が相次ぐが、大学の部活・カルチャーセンターを通しての普及に力を入れていた合気会は着実に会員を増やした。1976年（昭和51年）には合気会傘下の全日本合気道連盟及び国際合気道連盟（IAF） が結成され、IAFは1984年（昭和59年）に国際競技団体総連合(GAISF)の正式会員となり、1989年（平成元年）以降ワールドゲームズ大会に毎回参加している。
1999年（平成11年）合気道の国際的な隆盛を築いた吉祥丸死去。吉祥丸の次男植芝守央が三代目道主となる。合気会の会員は合気道人口の大半を占め、（1998年の書籍に掲載された、やや古い数字で控えめに見積もった数字を挙げるとするなら）日本国内100万人・全世界で160万人とも言われ、合気道界の多数派・主流派を形成している。
海外の国々の中では特にフランスの合気道熱が高いことは特筆に値し、フランス一国だけで30万人が合気道をしており、そのうち3000人が有段者である。
世界各地で合気道の稽古をする人々
- フランスの地で合気道の稽古をするフランス人たち（1991年）。
- フランスで稽古をする人々の呼吸投げ。（2002年、フランス ジュラ県のシャトー・ドゥ・クレルヴァン Château de Clairvans というシャトー（館、お城）の中に畳を運び込んで道場を作りあげ壁には開祖植芝盛平の写真も掲げている。）
- ハンガリーで合気道の稽古をする人々。四方投げ。（2008年）
- フィンランド、トゥルク合気会の道場で稽古をする人々（2016年）

一方盛平の門下及び合気会から独立した複数の団体・会派が存在する。（→“主な会派”）全国・海外にも支部を持つ会派から、それらに属さず特定の地域で独自に活動する団体まで大小様々である。
2012年（平成24年）4月から日本の中学校で実施された武道必修化に伴い、幾つかの地域で保健体育の授業に導入されている。

### 技・稽古の特徴
※多数会派である合気会を基本に記述する。
- 合理的な体の運用により体格体力に関係なく「小よく大を制する」、投げ技・固め技により、相手を傷つけずに制することが可能としている。（→“技の形態”、“合気と呼吸力”、“「護身術」としての有効性に関する議論”）
- 二人一組の約束稽古（何の技を行うか合意の元に行う）中心。投げ技・関節技が主で打撃技の稽古は少ない。（→“稽古の形態”）
- 試合がない[16]。(→“主な会派”）
- 段級位制をとっている。
- 稽古着は柔道・空手などと同系の、白晒し筒袖・前合わせの上衣に、白晒しズボン状の股下（こした）を用いる。成人初級者は白帯、有段者は黒帯と、股下の上に黒袴（スカート状のものではなく、ズボンのように股の割れた「馬乗り袴」）を着用する[17]。
- 柔道と同様、畳上で稽古する。
- 稽古相手相互の座礼・道場正面への礼など一般的な最低限の礼法を除けば、合気道全体で統一化・定型化されたような厳格な礼法は無い。

### 理念・精神性
「精神的な境地が技に現れる」と精神性が重視される。これは神道・大本教との関係など、精神世界への志向性が強かった盛平自身の性格の反映といえる。
このように創始者個人の思想や生い立ちが個々の修行者に及ぼすカリスマ的な影響力は、他武道に比して強い。その背景には、小兵でありながら老齢に達しても無類の強さを発揮するなど、盛平に関しての超人的なエピソードが幾つも伝わっており（→植芝盛平・エピソード）、それが多くの合気道家に事実として信じられ、伝説的な武術の“達人”として半ば神格化されていることも大きな理由の一つである。
武術をベースにしながらも、理念としては、武力によって勝ち負けを争うことを否定し、合気道の技を通して敵との対立を解消し、自然宇宙との「和合」「万有愛護」を実現するような境地に至ることを理想としている。主流会派である合気会が試合に否定的であるのもこの理念による。「和の武道」「争わない武道」「愛の武道」などとも形容され、欧米では「動く禅」とも評される。
近代以降、武道の多くが「剣道（剣）」「柔道（投・極）」「空手（打）」と技術的に特化していったのに対し、合気道では投・極・打（当身）・剣・杖・座技を修し、攻撃の形態を問わず自在に対応し、たとえ多数の敵に対した場合でも、技が自然に次々と湧き出る段階まで達することを求める。この境地を盛平は「武産合気」（無限なる技を産み出す合気）と表現し、自分と相手との和合、自分と宇宙との和合により可能になるとしている。
武術とは一見相反する「愛」や「和合」という概念を中心理念として明確に打ち出した合気道の独自性は、第二次世界大戦後・東西冷戦や南北対立下で平和を渇望する世界各国民に、実戦的な護身武術としてと同時に、求道的な平和哲学として広く受け容れられた。またこのような精神性は、盛平の神秘的な言動や晩年の羽織袴に白髯という仙人を思わせる風貌と相まって、盛平のカリスマ性を高める要因ともなった。
盛平の弟子の中には藤平光一を初めとして、多田宏、佐々木の将人のように、ヨガを日本に持ち込んだ中村天風の影響を受けた合気道師範も多く、合気道の精神性重視という気風を次代に継承している。

## 技・稽古の形態
技は体術・武器術（剣・杖）を含み、対多人数の場合も想定した総合武術である。ただし実際には武器術を指導する師範の割合は多くなく、体術のみを指導する稽古が大半である。

### 技の形態
無駄な力を使わず効率良く相手を制する合気道独特の力の使い方や感覚を「呼吸力」「合気」などと表現し、これを会得することにより、また同時に“合理的な”体の運用・体捌きを用いて“相手の力と争わず”に相手の攻撃を無力化し、年齢や性別・体格体力に関係なく 相手を制することが可能になるとしている。
1. 合気道の技は一般的に、相手の攻撃に対する防御技・返し技の形をとる。[24]
2. 相手の攻撃線をかわすと同時に、相手の死角に直線的に踏み込んで行く「入身（いりみ）」[25] や、相手の攻撃を円く捌き同方向へ導き流し無力化する「転換」など、合気道独特の体捌きによって、自分有利の位置と体勢を確保する。
3. 主に手刀（しゅとう）を用いた接触点を通して、相手に呼吸を合わせて接触点が離れぬよう保ちつつ、「円の動き・らせんの動き」など「円転の理」をもって、相手の重心・体勢を崩れる方向に導いて行く。このとき無駄な力が入っていると、相手の反射的な抵抗を誘発し、接触点が外れる、力がぶつかって動きを止められる等の不具合が生じ、技の流れを阻害する。そのため「脱力」[26] ということが特に推奨される。また脱力により、リラックスして動ける自由性や、技中に体の重さを効果的に使うことが可能になる[27]。
4. また相手の側背面などの死角から相手に正対し、かつ自分の正中線上（正面）に相手を捕捉することにより、最小の力で相手の重心（中心軸）・体勢を容易にコントロールし導き崩す。
5. 体勢の崩れた相手に対し投げ技や固め技を掛ける。崩しを行わずに技を掛けようとしても技は容易に掛からない（「崩しは厳しく、投げはやさしく」などと言い、崩しを重視する）。
6. このように相手との接触点を通じ技を掛ける機微と一連のプロセスを「結び・導き・崩し」と言い、合気道の技の大切な要素として、また精神理念に通じるものとしても強調することがある[28]。

### 稽古の形態
二人一組の約束組手形式（何の技を使うか合意の元に行う）の稽古が中心であり、「取り（捕り）」（相手の攻撃を捌いて技を掛ける側）と「受け」（相手に攻撃を仕掛けて技を受ける側）の役を互いに交代しながら繰り返し行う。
一般的な合気会の道場では、まず指導者が取り・その補助者が受けとなり課題である技の形を示演し、これにならって稽古生各々二人一組となり技を掛け合う。取り・受けは平等に同数回交代しながら行う。片方が10回投げればもう片方も10回投げる。技は右左と「表」（入身で相手の死角に踏み込む）「裏」（転換で相手の背後に回りこむ）をやはり同数回行う。
柔道のような乱取り稽古は通常は行われない。基本的に相手の手首・肘・肩関節を制する幾つかの形から始まり、稽古を重ねる中で多様な応用技・変化技（投げ技・固め技など）を学んで行く。立ち技と正座で行う座り技が中心で、寝技は殆ど行われない。打撃（「当身」）は牽制程度に用いることが多く、打撃中心の稽古は行われない。蹴り技・脚を使った絞め技などは基本的には行わない。
この他に、一人の取りに複数の受けが掛かって行く「多人数掛け」 や、剣・杖・短刀取りなど武器術・対武器術（→「合気道の武器術」）の稽古も行われる。

### 基本的な技
- 一教：相手の腕を取り肘関節を可動限界まで伸展させ相手を腹這いにさせ抑える。
- 四方投げ：相手の手首を持ち、入身・転換の体さばきによって相手を崩し、両腕を振りかぶりつつ180度背転し、“刀を斬る”ように腕を振り下ろすことにより、相手の肘を頭の後ろに屈曲させ脇を伸ばし仰け反らせて倒す。その形が、ちょうど剣を振りかぶって、四方に切り下すように見えるところから、名称がつけられた[33]。
- 入身投げ：相手の側背に入身して背後から首を制し、転換しつつ相手を前方へ導き崩し、反動で起き上がった相手の頭を肩口に引き寄せ、引き寄せた側の手刀を下方から大きく円を描くように差し上げて斬りおろし相手を仰向けに倒す。
- 小手返し：相手の手首を取り、入身・転換で体を捌きつつ崩し、反対の手を相手の手の甲にかぶせ、手首を返して肘関節を屈曲させ仰向けに倒す。
- 体の転換：相手に片手を掴まれた状態から掴まれた手と同じ半身の足で、相手の足の外側に半歩入身し、更にその足を軸に水平方向に180度背転し、相手と同方向を向き力を丸く捌いて前方へ導き流し崩す。技と言うよりも入身・転換という基本的な体捌きを身に付けるための鍛錬法である。「体の変更」「入身転換」とも言う[34]。
- 座技呼吸法：向かい合って正座した状態から相手に両手首を強い力で掴ませ、指先を上に向けながら手刀を振り上げることで相手の体を浮かせ、そのまま後ろに押して相手の体勢を崩す。大東流の「座捕合気上げ」に似ているが、合気道では「呼吸力の養成法（“呼吸法”の名称はその略である）」として指導されている。

（その他の主な技：二教、三教、四教、五教、天地投げ、回転投げ、呼吸投げ、腰投げ、隅落し、合気投げ等。以上の技は最大公約数的なものであり、流派や道場によって細部は異なる。同じ技が別の名で呼ばれること、別の技が同じ名で呼ばれることも少なくない。）
合気会系の道場では、稽古は体の転換から始まり、座技呼吸法を行って終わることが多い。これは怪我を防ぐために体の変更で身体をほぐし、徐々に激しい投げ技を行うよう盛平が制定したからである。

#### 技の呼び方
合気道の技は相手の攻撃に対して投げ技・もしくは固め技にて応じるのが基本である。技の呼び方は「技開始時の“受け”・“取り”の位置的関係」、「技開始時の“受け”の攻撃形態」、および「上記の固有技名」を組み合わせる。
例えば、「受け」、「取り」共に立った状態を「立ち技」、座った状態を「座り技(座技)」、そして「受け」のみ立った状態を「半身半立ち」という。稽古は基本的に立技を行うため、これらは省略されることもある。また、「受け」が右手で「取り」の左手首を掴んだ状態を「片手(首)取り」または「逆半身片手(首)取り」という。「受け」が手刀を正面から振り下ろす攻撃形態を「正面打ち」、斜め横から振り下ろすのを「横面打ち」といい、それぞれの状態から上記いずれの技も派生し得る。また、短刀などの武器を用いる場合は「突き」や「短刀取り」などもある。
例：
```
 （位置）               （攻撃）　        （技）
```

- （立技）           ＋  正面打ち　　+　一教　　　=　正面打ち一教
- （座技）           ＋  片手取り　　+　一教　　　=　片手取り一教
- （座技）           ＋  片手取り　　+　四方投げ　=　片手取り四方投げ
- （半身半立ち）  ＋  横面打ち　　+　四方投げ　=　横面打ち四方投げ

など

### 合気と呼吸力
「合気」と「呼吸力」は合気道技法の原理であると同時に、合気道の重要な理念とされる概念。

#### 「合気」の歴史的考察
日本における武術用語としての「合気」は、江戸～明治・大正期の剣術書などに認められる。それらは彼我の技量や気迫などが拮抗し膠着状況に陥る、または先手を取られ相手の術中に嵌るといった、武術的には忌避すべき状態を差す言葉であった。しかし明治以降、「合気之術」など積極的な意味の使用例が現れる。この頃の「合気」には「読心術や気合の掛け声をもって相手の先を取る」といった意味付けがなされていた。大正期には各種武術書に同様の意味合いで「合気」の使用が見られ、「合気」が武術愛好家の間で静かなブームになっていたという。
大東流合気柔術では、相手の力に力で対抗せず、相手の“気”（攻撃の意志、タイミング、力のベクトルなどを含む）に自らの「“気”を合わせ」相手の攻撃を無力化させるような技法群やその原理を指す。
なお大東流は初め「大東流柔術」と称していた。この名称に「合気」の文字が加わったことが確認できるのは、1922年（大正11年）、武田惣角が盛平に授与した目録 が初めてである。

惣角は同年綾部の大本教団にいた盛平のもとを訪れている。この時に出口王仁三郎が「合気」を名乗るよう盛平に勧め、盛平は「合気」を大東流の名に加えることを惣角に進言、以後惣角もこれを容れて「大東流合気柔術」を名乗った、とする証言がある。
合気道においては上記の意味合いも踏まえ、そこから更に推し進めて「他者と争わず、自然や宇宙の法則（＝“気”）に和合することによって理想の境地を実現する」といった精神理念を含むものになった。（盛平は「合氣とは愛なり」 と語っている。）

大東流における「合気の技法」的なものから、合気道の体捌きである入身・転換、技に入るタイミング、相手に掴まれた部分を脱力して相手と一体化する感覚など、相手や自然の物理法則との調和・また宗教的な意味合いでの「宇宙の法則」と和合を図ろうとすることなど、技法から理念まで全てを広く「合気」と表現する傾向がある。

#### 呼吸力
「呼吸力」は盛平が自らの武道を確立する過程で生み出した造語であり、「合気」を盛平独自の主観を通して表現したものである。

合気道における「合気」が主に理念的な意味で広く用いられるのに対し、「呼吸力」は主に「技法の源になる力」という意味合いで用いられる。（ただし理念面でも「呼吸」「呼吸力」は用いられることがあり、両者の違いは必ずしも明確ではない。）
この「呼吸力」が具体的に何の力を指しているかについては、様々な言説がある。盛平は弟子達に合気道の理念、理合を説明する際、古事記の引用や神道用語の使用が多く、難解・抽象的な表現であったため後代様々な解釈が奔出することになる。例えば「呼吸（筋）の力である」「“気”の力である」「実際の呼吸のように自然で無意識的な力の使い方である」「全身の力を統一したものである」など、意見は多岐に分かれる。（→「座技呼吸法」）
合気・呼吸力について、小柄な老人がわずかな動きで屈強な大男を幾人も手玉にとり簡単に投げ飛ばしたり押さえ込んでしまう不思議な技、というイメージが一般的に流布し、しばしば怪しげなものとして疑われることも多い。

合気・呼吸力を具体的な技法原理として解明するために、脱力・体重利用・重心移動・腹腰部深層筋・梃子の原理・錯覚や反射の利用・心理操作など様々な側面から説明が試みられている。また、合気道の呼吸力と大東流など他武術の合気が同一か異なるものかについても意見が分かれる。
ただし
- 「脱力」が合気や呼吸力を発揮する条件であること
- 姿勢や呼吸の重視
- 「臍下丹田」の意識を重視する

などの点において、各派の意見に共通性が見られる。

### 合気道の武器術
合気道の稽古で使用される武器は剣（木剣）・杖・短刀（木製・ゴム製など）の三種類である。ただしこのうち短刀は、短刀の攻撃を捌く技（「短刀取り」）の習得のためのみに用いられるものであり、短刀術を目的とするものではない。したがって「合気道の武器術」と言う場合は、剣・杖を意味するのが普通である。
剣は

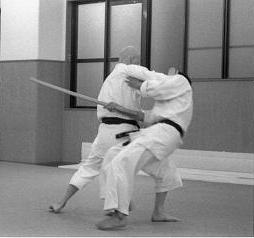
剣取り

- 「剣取り」（剣による攻撃を素手で捌く、または剣を取りに来た相手に投げ技などをかける）と
- 「合気剣」（剣対剣、またそれを想定した単独の形）、

杖は
- 「杖取り」（杖による攻撃を素手で捌く、または杖を取りに来た相手に投げ技などをかける）と
- 「合気杖」（杖対剣、またそれを想定した単独形）

がある。
盛平は「合気道は剣の理合である」と言い、剣・杖を重要なものとして語った。徒手技は剣・杖の術理を体術の形で現したものであるとされ、たとえば徒手の投げ技などにおいては、腕を振り下ろす動作を「斬る」「斬り下ろす」などと表現する。また体術・剣術・杖術に共通する半身の構えは相手の突きを躱しつつ前方の相手を突くための槍術の構えを反映したものである。他に重い剣を速く振り上げる体の動きと呼吸力との関連を指摘する師範もいる。
盛平は茨城の岩間で斉藤守弘と剣・杖の研究をしたが、一方盛平が具体的に合気道の剣術・杖術を弟子に教えることは限られていた。このため盛平没後の合気道界において、積極的に剣・杖を指導する道場の割合は多くない。また師範により下のように見解が分かれている。
1. 合気道の体術に剣術や杖術の理合が含まれているので、あえて剣・杖を修練する必要がない。
2. 体術のみでは不十分で剣・杖などの武器術も修練する必要がある。…またこの意見も
　2-1. 開祖である植芝盛平は体術と合わせて武器術の指導を行った。
　2-2.「合気剣」「合気杖」「松竹梅の剣」などを修練する師範（斉藤守弘、引土道雄、小林裕和など）と、
　2-3. 他流の剣術や杖術の形を合気道の理合で解釈して修練する師範（西尾昭二、針すなおなど）とに分かれる。
合気道の武器術として最も有名なものは、斉藤守弘が盛平の武器技を整理した「合気剣」と「合気杖」である。

### 演武会
試合を行わない合気道では、各自の技量の向上と世間一般への普及を目的として、演武会が開催される。師範・高段者はもとより、初級者・児童に至るまで、各地の合気道家が一堂に会し日頃の稽古の成果を披露するのである。同じ技であっても激しく叩きつけるように行う者、静かに淡々と行う者など、様々な個性が現れる。このように上下を問わず大勢の演武者が参加する形式の演武会は、戦後二代目道主・吉祥丸（当時本部道場長）の発案により始まったものである。
1950年（昭和25年）9月末から10月初めにかけて、東京日本橋の百貨店・髙島屋東京店にて合気道初の一般公開演武会が5回に渡り開催された。これは百貨店屋上階の特設ステージ上で、不特定の一般観衆に向かい、盛平を始め師範クラスの高弟から入門間もない初心者までが技を披露するという、その当時武道界全体で見ても例のない試みであった。また戦前・戦中を通じて厳しく公開を制限され、一般大衆にとって未だ神秘のベールに包まれていた合気道を、より身近な、誰もが始めることが可能な「開かれた武道」として普及をアピールするために絶好の画期的イベントであった。
この演武会は連日多くの観客を集め、またマスコミにも取り上げられるなど成功を収め、合気道が世の中に普及する大きな転換点となり、これ以降、各会派が定期的に演武会を開催することになった。中でも合気会が日本武道館で毎年行う「全日本合気道演武大会」 は国内外最大規模の演武会である。また他武道でも同形式の演武会が開かれるようになった。

## 他武道・他武術との関係

### 大東流合気柔術との相違点
大東流と合気道には、武道の目的と意味をどう位置づけるかという思想性に鮮明な相違が認められる。盛平の合気道は古来の武術と一線を画して、「万有愛護」や「宇宙との和合」を目指す、といった理念的傾向が強い。これは、大本の合気武道時代からのものと考えられる。大東流では多く伝わる逆関節技や、足による踏み技・固め技など、荒々しい技の殆どが合気道で省かれているのも、この思想性によると考えられる。

### 柔道との交流
1930年（昭和5年）10月、竹下勇の紹介で講道館柔道創始者・嘉納治五郎が講道館幹部二人と共に盛平の道場を訪れた。この頃嘉納は、競技スポーツ化した柔道が勝敗に囚われる余り精神性を軽んずる弊に陥り、「武道の競技化・体育化による人格教育の実現」という嘉納の理想が形骸化しつつある傾向に危機感を抱いていた。その反省から私的に「古武道研究会」を主宰し、古武道諸流派の保存と伝承に務め、それを以って武道教育に精神性の復活を図ろうとしていた。そのような経緯の元、初めて盛平の技を見た嘉納は「これこそ私が理想としていた武道、本当の柔道だ」と賞賛した。 盛平の技に魅了された嘉納は講道館から当時若手の有望株であった望月稔を派遣し合気道の修行に当たらせた。盛平の有力な弟子であった富木謙治、塩田剛三らも、盛平に入門する前は柔道の有段者であった。特に、富木や望月は盛平の高弟となってからも柔道家としての活動もおこなっており、その理念には合気道・柔道双方の影響がみられる。

### 剣道との交流
盛平は剣術の研究のために、戦前自らの道場「皇武館」で剣道の指導を行わせた。実際の指導は、親交のあった中山博道（神道無念流）の3人の高弟で「有信館の三羽烏」と呼ばれた中倉清（当時は盛平の婿養子）、羽賀準一、中島五郎蔵が行った。

### 空手との交流
空手の経験者で盛平に師事した人物も少なくなく、戦前に入門した弟子としては望月稔、小西康裕が、戦後の門弟では有川定輝、千葉和雄、西尾昭二が知られている。いずれも空手の捌きに合気道の円転の理を応用したり、逆に空手の打撃を参考に合気道の当身と捌きの関係を研究し、より実戦的な技法を模索した。

## 健康法としての合気道
合気道は健康法としても人気がある。攻撃してくる相手の力を利用するので（空手や柔道のようには）強い筋力を必要とせず老若男女を問わず誰でもはじめることができ、和合の精神を重視し、また活動は〔組み手稽古〕（試合形式ではなく、二人一組で行う稽古）が中心であることから、健康法としても人気が高く、広く定着しているのである。
例えば以下のようなことが言われている。
- 試合がないので、勝つための過剰に激しい稽古をする必要が無く、年齢体力にかかわらず無理なく自然に心身・足腰の鍛練ができる。
- 合気道の稽古は、技を左右同じ動きで同回数繰り返すため、左右の身体の歪みを取る効果がある。
- 受身で畳の上を転がることにより、血行を促す。また受身の習得で転倒による怪我をしにくくなる。
- 関節技を掛けられることによってストレッチ効果が得られ、関節・筋肉の老化防止や、五十肩などの予防になる。

### 準備運動
合気会系の多くの道場で、稽古の始まりに盛平の考案による準備運動を行うのが慣例となっている。身体各部の柔軟などと共に、古神道の禊の行法「天の鳥船」（「舟漕ぎ運動」）「振魂」（「振りたま」） が採り入れられ、また「西式健康法」や「真向法」も取り入れられている。

## 護身術としての合気道
合気道は「非力な女性の護身術として最適」と喧伝されている。ただし、護身術としての有効性については、疑問を呈する人もいる。
これらの疑念について、合気会は「日々の鍛錬をきちんとやれば基礎を何度も修練している内に体得できる。実際に使えるようになる」という見解を示している。

### ガーディアン・ガールズ・合気道
ガーディアン・ガールズ・合気道（Guardian Girls Aikido）は、合気道を通じて少女や女性を対象としたジェンダーに基づく暴力を撤廃することを目的とするグローバル・プロジェクト。ガーディアン・ガールズ・インターナショナル（GGI）のガーディアン・ガールズ事業の一環として創設・管理。SDGsのゴール５番目のジェンダー平等を推進。2024年に、南米コロンビアで新発足し、続いて東京、ペルー等にて発足。GGIの提携先または協力先である各国政府機関、国連機関、日本大使館、国際NGO、各合気道連盟及び道場等と現地で連携。

## 主な会派
※独立年次順、「組織名(流儀名・通称):独立年～、創設者」
- 公益財団法人 合気会 （「合気道」）：1940年（昭和15年）～（「財団法人 皇武会」→1948年（昭和23年）～「財団法人 合気会」）、植芝盛平
  - 合気道創始者・植芝盛平の興した合気道界の最大会派。合気道人口の8割を占めると言われる。日本武道協議会加盟。
- 公益財団法人 合気道養神会 （「養神館合気道」）：1956年（昭和31年）～、塩田剛三
  - 盛平の高弟・塩田剛三が設立。「実戦合気道」を標榜、警視庁女性警察官の正課科目、警視庁機動隊選抜隊員の研修科目に採用されている。
- 養正館 （「養正館合気道」）：1963年（昭和38年）～、望月稔
  - 盛平の高弟・望月稔が設立。合気道に柔道や空手などの要素を取り入れた。（※その後養正館は合気道から独立した新武道「養正館武道」を標榜。2000年（平成12年）に「正風会」が「養正館合気道」を受け継ぐとして養正館から独立。）
- 万生館合氣道：1969年（昭和44年）～、砂泊諴秀
  - 盛平の高弟・砂泊諴秀が設立。九州一円を中心に普及。
- NPO法人 日本合気道協会（「合気道競技」「新合気道」）：1974年（昭和49年）～、富木謙治
  - 盛平の高弟・富木謙治が設立。柔道を参考に乱取稽古法や試合を取り入れ、大学合気道を中心に普及。
- NPO法人 昭道館合気道連盟
  - 日本合気道協会から分かれて設立された。
- 一般社団法人 心身統一合氣道会（「心身統一合氣道」）：1974年（昭和49年）～（「財団法人 氣の研究会」→2010年（平成22年）～「一般社団法人 心身統一合氣道会」）、藤平光一
  - 盛平の高弟・(財)合気会の師範部長であった藤平光一が設立。「氣」を重視する。毎年「全日本心身統一合氣道競技大会」（体技競技審査会）という形審査形式の試合を行っている。
- 合気道S.A.：1991年（平成3年）～、櫻井文夫
  - 塩田剛三の高弟・櫻井文夫が設立。他流派からの参加も受け入れた打撃ありの組み手試合を行っている点が特徴。
- 一般社団法人　氣と丹田の合気道会 楽心館：1993年（平成5年）～　石川智広　
  - 藤平光一の内弟子であった石川智広が設立。脱派後に会津伝大東流山本角義派を学び「掴まれた状況下で実際に掛かる合気道の技」合氣技法の修錬では、剣術あり古流柔術の型を前提としているため、既存の合氣道愛好家からは型破りとされており、理解されない一定層もある程度いる。剣術と体術の理合いは同様であるという「剣柔一体」を伝えている。
- NPO法人 岩間神信合氣修練会 （「岩間流合気道」「岩間スタイル」）：2004年（平成16年）～、斉藤仁弘
  - 盛平の高弟・斉藤守弘の息子である斉藤仁弘が設立。「合気剣・合気杖」など盛平晩年の合気道を伝えているとされており、海外にも影響力を持つ。

## 合気道経験者
（※ 生年順）
- 浅野正恭…海軍中将。心霊研究家。弟の浅野和三郎が大本の幹部であった縁で大正末期盛平に入門、綾部で指導を受ける。同じ海軍の竹下勇に「凄い武道家がいる」と盛平を紹介し、盛平が世に出るきっかけをつくった。
- 竹下勇…海軍大将。第14代連合艦隊司令長官。第3代大日本相撲協会会長。1925年（大正14年）盛平を東京に招請、軍政財界の要人に盛平を紹介し、武道家としての盛平を世に知らしめた。門人として献身的に盛平を支え、公私に渡り強力な支援者となる。（財）皇武会（合気会の前身）初代会長。
- 二木謙三…医学博士。東京帝国大学医学部教授。日本医学界の重鎮。昭和初期～十年代、毎朝内弟子の寝込みを襲い、叩き起こしては朝稽古に励んだという。（財）皇武会理事。昭和18年頃には大病を患った盛平のために交通事情の悪い中を茨城県岩間まで往診した。[55]
- 三浦真…陸軍少将。1930年（昭和5年）入門。日露戦争で銃剣で胸を刺し貫かれる重傷を負いながら敵兵を軍刀で斬り倒し続け、一躍当時の英雄となった。武田惣角の弟子であり、盛平の分派独立に憤慨し道場破りに来たが、盛平の技に感嘆しその場で入門した。自らが校長を務める陸軍戸山学校の武道指導者として盛平を招いた。[56]
- 山本英輔…海軍大将。第19代連合艦隊司令長官。1927年（昭和2年）頃入門。
- 高橋三吉…海軍大将。1928年（昭和3年）入門。盛平を自らが校長を務める海軍大学校の武道講師に招聘した。
- 百武源吾…海軍大将。徹底した対米協調・避戦派。海軍を追われた後、第7代九州帝国大学総長。1928年（昭和3年）入門。
- 近藤信竹…海軍大将。1928年（昭和3年）入門。
- 中里介山…小説家。代表作「大菩薩峠」で有名。1929年（昭和4年）入門。
- 柳原白蓮…歌人。大正三美人の一人。大正年間当時一大スキャンダルとなった「恋の逃避行」中に綾部の大本教団に身を寄せ、植芝塾の稽古に熱心に通ったという。また昭和以降上京後も盛平から弟子の就職の世話を頼まれるなど交流が続いた。[57]
- 岡田幸三郎…実業家。塩水港精糖社長。1926年（大正15年＝昭和元年）入門。（財）合気会理事。皇武会の設立・財団法人認可申請を立案・尽力。
- 藤田欽哉…実業家。ゴルフコース設計者。霞ヶ関カンツリー倶楽部創設者。日本ゴルフ界の草分け。1926年（大正15年＝昭和元年）入門。皇武会・合気会の設立・財団法人認可申請を立案・尽力。（財）合気会理事。[58]
- 東条英機…陸軍大将。第40代内閣総理大臣。1934年（昭和9年）関東軍司令官の時に、憲兵隊に武術指導に来た富木謙治（盛平高弟）の技を絶賛し、自らも熱心に学んだ。[59]
- 前田利為…陸軍大将。華族（侯爵・加賀前田家16代当主）。盛平を自らが校長を務める陸軍大学校の武術指導者に迎えた。（財）皇武会理事。
- 尾上菊五郎（六代目）…歌舞伎役者。1929年（昭和4年）入門。
- 市川猿翁（二代目猿之助）…歌舞伎役者。1929年（昭和4年）入門。
- 石井光次郎…政治家。第54代衆議院議長。日本体育協会会長。自民党石井派の領袖として副総理、法務大臣など主要閣僚を歴任。1928年（昭和3年）朝日新聞勤務時代に入門、朝日新聞大阪本社に盛平指導道場を設立させるなど朝日社内に合気道を広めた。（財）合気会理事。盛平の葬儀では友人代表を務めた。[60]
- 大石ヨシエ…政治家。婦人運動家。女性初の代議士の一人。大本時代（大正年間）綾部の植芝塾道場に入門。
- 富田健治…内務省官僚。政治家。第45代内閣書記官長。第25代官選長野県知事。貴族院議員。戦後代議士。大阪府警察部長の時、第二次大本事件で警察に拘束された盛平の窮地を救った。（財）合気会初代理事長。
- 西勝造…西式健康法創始者。土木工学者・技術者。合気道（合気会）六段。（財）合気会理事。藤田欽哉と共に合気会の財団法人認可に尽力。胃腸障害に苦しむ盛平に野菜食を指導した。
- 賀陽宮恒憲王…皇族。陸軍中将。陸軍戸山学校長、陸軍大学校長、師団長などを歴任。1938年に盛平が出版した技術書『武道』は、当時盛平が個人指導を行っていた賀陽宮のための解説書として作られたものであった。[61]
- 友末洋治…政治家。官選第45代、民選初代～第3代茨城県知事。皇武会の財団法人化に厚生省担当官として尽力。
- 天竜三郎…大相撲力士（関脇）。相撲解説者。相撲界改革を訴えた春秋園事件で知られる。1939年（昭和14年）、満州国での演武会で盛平に腕試しを挑み投げられたのをきっかけに入門[62]。
- 高松宮宣仁親王…皇族（大正天皇第三皇子）。海軍大佐。海軍大学在学中（1934年（昭和9年）～1936年（昭和11年））武術師範であった盛平に指導を受けた[63]。
- 野間恒…講談社第2代社長。剣道家（剣道教士）。昭和天覧試合等で優勝し「天才剣士」「昭和の大剣士」と称された。1935年（昭和10年）以降に盛平に入門、野間により撮影された当時の盛平の技の写真が数百枚有ることが知られている。[64]
- 中倉清…剣道家（剣道・居合道範士九段）。警察官。剣道公式戦69連勝という前人未踏の記録を樹立、「昭和の武蔵」と称される。師の中山博道が盛平と親しかった縁で、共に「有信館三羽烏」と呼ばれた羽賀準一、中島五郎蔵と、新設された「皇武館道場剣道部」で活動した。1932年（昭和7年）に盛平の婿養子となるが1937年（昭和12年）に離縁。[65]
- 園田直…政治家。第110代外務大臣。合気道（合気会）八段。（財）合気会理事。全日本合気道連盟会長。盛平の死去に際して葬儀委員長を務めた。
- 鎌田茂雄…仏教学者。天道流合気道六段。
- 荒川博…プロ野球選手・監督。1956年（昭和36年）、合気会本部道場に入門。合気道（合気会）六段[66]。合気道から着想した打撃理論で王貞治に「一本足打法」を指導、ホームラン王に育てる。
- 海部俊樹…政治家。第76・77代内閣総理大臣。合気道（合気会）三段[67]。（財）合気会理事。
- 広岡達朗…プロ野球選手。合気道（合気会）三段[67]。監督として弱小球団であったヤクルト、西武を日本一に導く。2010年（平成22年）1月、アメリカ大リーグ・ドジャースに臨時コーチとして合気道を指導[68]。
- 亀井静香…1936年生。政治家。第15・16代特命担当大臣（金融・郵政改革）。第2代国民新党代表。養神館合気道六段 。東大合気道部で主将を務めた。1961年（昭和36年）に全日本学生合気道連盟を結成、初代委員長となる。（財）合気会理事。
- 榎本喜八…1936年生。プロ野球選手。合気道（合気会）三段[67] 荒川博と共に合気道を参考にした打法を研究、「安打製造機」「打撃の神様」と呼ばれる。[69]
- 小渕恵三…1937年生。政治家。第84代内閣総理大臣。早稲田大学合気道部昭和3年卒。日本合気道協会四段[67]。
- 鈴木邦男…1943年生。政治活動家。日本合気道協会三段[70]。
- 杉良太郎…1944年生。俳優。養神館合気道五段[71]。
- 倉田保昭…1946年生。俳優。合気道二段[72]。
- 永倉万治…1948年生。作家。最晩年に合気会支部道場入門、死の直前まで学ぶ[73]。
- 武田鉄矢…1949年生。歌手・俳優。65歳から始め、合気道ニ段[74]。
- 内田樹…1950年生。思想家。神戸女学院大学文学部名誉教授。合気道（合気会）六段[75]。
- 由美かおる…1950年生。女優。合気道（合気会）三段[76]。
- クリストファー遙盟…尺八演奏家。合気道三段。1975年に小林保雄の道場に入門。
- スティーブン・セガール…1952年生。俳優。青年時代に来日、大阪で合気道を学び道場長を務めた後、ハリウッドに渡りアクション映画スターとなる。合気道（合気会）七段[71]。
- 加来耕三…1958年生。歴史家。作家。合気道（合気会）四段[77]。
- 加藤鷹…1959年生。AV男優。「合気道初段」（公式プロフィールによる）。
- 小西博之…1959年生。俳優。「[特　技] 合気道」（公式プロフィールによる）。
- 堤大二郎…1960年生。俳優。天道流合気道初段[78]。
- 加藤雅也…1963年生。俳優。「特技：合気道」（公式プロフィールによる）。
- 葛城奈海…1970年生。タレント。合気道（合気会）五段。
- 大月晴明…1973年生。キックボクサー、K-1選手。昭道館合気道（富木流）を学び、この技術を取り入れ高いKO率を誇る。WPKC世界ムエタイライト級王者。[79]
- 斉藤工…1981年生。俳優。「趣味　合気道」（公式プロフィールによる）。
- 秋元才加…1988年生。アイドル歌手（AKB48メンバー）。合気道二段[80]。
- 松坂桃李…1988年生。俳優。[81]

## 合気道をテーマとするㅤメディア作品

### 小説
- 津本陽著『黄金の天馬』（ISBN 4569673775） - 植芝盛平をモデルにした伝記小説。
- 火野葦平著『王者の座』（弥生書房 1958年・絶版） - 天竜三郎を主人公にした小説。
- 山田克郎著『王者の庭 合気道 植芝盛平伝』（浪速書房 1959年）
- 和巻耿介著『王道の門 疾風編』（ISBN 4334710263）、『王道の門 迅雷編』（ISBN 4334710484 ） - 盛平をモデルした冒険小説。
- 牧野吉晴著『飛燕合気道』（報知新聞社 1970年） - 塩田剛三をモデルにした長編小説。
- ガディエル・ショア著『合気道小説 神技 - Kami‐Waza』（ISBN 4862203159） - 「2172年フランスの合気道学校“アイキ・リブリウム”で開祖植芝盛平の最高技法“神技”を蘇らせる試みがなされていた」という設定のSF武道小説。

### ノンフィクション
- 増田俊也著『木村政彦はなぜ力道山を殺さなかったのか』 - 柔道史上最強の木村政彦の親友として塩田剛三が出てくる。また木村のライバルの師匠として植芝盛平も登場する。

### 漫画
- 武富智著『EVIL HEART』（イビル ハート） - 心に傷を負う反抗的な中学生の少年が、合気道に出会い成長していく姿を描く。
- 板垣恵介著『グラップラー刃牙』 - 主人公「範馬刃牙」が地下格闘技場で様々な格闘家と戦う格闘技漫画。塩田剛三をモデルとした重要キャラクター「渋川剛気」が登場する。渋川の師として植芝盛平がモデルになったと思われる御輿芝喜平もでている。
- 安彦良和著『虹色のトロツキー』 - 満州国・蒙古・シベリアを舞台とする歴史劇。主人公の武道の師匠として盛平が、また富木謙治、天竜三郎も登場する。盛平が関わった「パインタラ事件」が物語の重要な鍵として語られる。
- 山岡朝作画 植芝守央監修 『劇画 合気道開祖 植芝盛平物語』- 植芝吉祥丸著『合気道開祖 植芝盛平伝』（出版芸術社 1999年）の劇画化。盛平の生涯をその生誕から描く。著名なエピソードはほとんど描かれている。作画者は合気会に入門し、稽古を重ねた上で本作を手がけた。

### 映画
- 『激突! 合気道』（1975年） - 盛平の若き日の活躍を描く東映アクション映画。千葉真一扮する空手家との岩場での決闘がクライマックス。
- 『あいのこころ』（2008年） - 福島県二本松市を舞台に、合気道を通して4人の高校生が友情を深め合う姿を描く青春映画。

## 合気道の名称について
21世紀初めの時点で「合気道」と言えば、一般的には植芝盛平の興した合気道を指すが、実は「合気道」の名を用いたのは盛平が最初ではなく、「合気道」という名称には“合気系武道（・武術）”全般を通称的に指し示す普通名詞としての一面もある（→例）。

### 「合気道」の初出と命名

#### 大日本武徳会合気道
盛平は自らの武道の名称を「大東流」に始まり「植芝流」「相生流」「合気武術」「大日本旭流柔術」「皇武道」など目まぐるしく変え続けたが、ようやく1936年（昭和11年）頃から「合気武道」で定着しだした。
盛平は自他共に認める「忠君愛国の士」ではあったが、大東亜戦争の開戦・継続には批判的であった。しかし「愛」と「和合」を旨とする自らの武道を、その精神を封殺しただの戦闘技術としてのみ軍に供せねばならない矛盾に耐えつつ、憲兵学校武術師範等の職務を篤実に務め続けた。
昭和17年（1942年）、戦時政策により武道界も政府の外郭団体・大日本武徳会の統制化に入ることになる。盛平率いる皇武会もその例外ではなかった。一代で育て上げた自らの武道に強い誇りを持っていた盛平にとって、この統合は不本意なものであった。
統合にあたり、盛平は武徳会から「総合武術部門」設立についての協力要請を受けたが、これに対し皇武館道場の「総務」として渉外を担当していた門人平井稔を推薦し、同時に自らは老齢や病を表向きの理由に各団体顧問・軍での武術指導など一切の公職を辞し、東京の皇武館道場を息子吉祥丸に任せ、妻と共にかねて土地を買い集めていた茨城県岩間町に隠遁する。平井は盛平の委任を受け、大日本武徳会の幹事に就任した。
この時武徳会に設置された「合気道部」と、“総合武術”（体術・剣術などを総合的に扱う武術）として制定された「大日本武徳会合気道」が固有武道名称として初めて確認できる「合気道」である。
平井がこの合気道部の運営に当たった。
「合気道」の命名は、講道館から武徳会役員となった久富達夫が主唱したことを平井が証言している。この時久富は、「総合武術部門は剣杖などの要素も包括的に含めたい。そのため従来から在る各武術流派との軋轢を生じさせぬよう、特定流派を連想させず、また勇ましさを前面に出したものでなく、当たり障りのない柔らかい印象の名前が良い」として「合気道」を提唱したという。
吉祥丸・守央・合気会の著作物では「昭和17年（1942年）武徳会への統合に際して、盛平は正式に『合気道』の呼称に統一すると宣言した」としている。しかし一方、盛平や門人の奥村繁信は「合気道と名乗ったのは戦後だ」と述べている。
吉祥丸・守央の著作からも、武徳会合気道部への統合には相当の抵抗感があったことが記されており、「合気道」の呼称が実際に皇武館側に受け入れられていたかどうかについても前記の通り証言に食い違いがある。

#### 植芝「合気道」の出発へ
昭和20年（1945年）終戦により武道統制は消滅、翌年GHQ（連合軍総司令部）の命令により大日本武徳会は解散する。平井は大日本武徳会合気道を受け継ぐとして「光輪洞合気道」を興すが、盛平の武道とは別系統の、平井独自の武道であるとしている。
盛平が正式に「合気道」の名称を用い出した時期として確実なのは、昭和23年（1948年）2月9日、財団法人合気会の文部省による認可の時点である。合気会認可直前は「武産合気（たけむすあいき）」と称していたとする証言がある。
「合気道」を名乗った経緯について、盛平は生前ラジオのインタビューの中で、文部省の「中村光太郎」という人物に勧められたからであると語っている。 当時のGHQの武道禁止政策 への対応としても、武術的な勇ましさを主張しない「合気道」という名称は好都合であった。

### 植芝系以外の主な合気道
- 平井稔の光輪洞合気道
- 大東流などの一部で通称的に用いられているもの[92]。
- 武田流合気之術を受け継ぐとする、武田流中村派合気道、日本伝無限流合気道、相氣一進流合気道
- 韓国のハプキドー（漢字表記は「合気道」）